# Komáromfüss
Komáromfüss (szlovákul Trávnik, 1927–-1948 között Fiš) község Szlovákiában, a Nyitrai kerület Komáromi járásában. Közigazgatási területe 18,7 km². Általában csak Füss néven emlegetik, így szerepel a szlovákiai táblatörvény mellékletét alkotó listán is.

## Fekvése
Az Alsó-Csallóközben, a történelmi Komárom vármegye területén, Nagymegyertől 13 km-re délkeletre, Komáromtól 28 km-re nyugatra fekszik. Almásmajor (Jabloňové) tartozik hozzá. Keletről Kolozsnéma, nyugatról Csicsó, északról Tany, délről Vének és Gönyű községek határolják. Mellékutak kötik össze Tannyal (4,5 km), Csicsóval (1 km) és Kolozsnémával (5 km).

## Élővilága

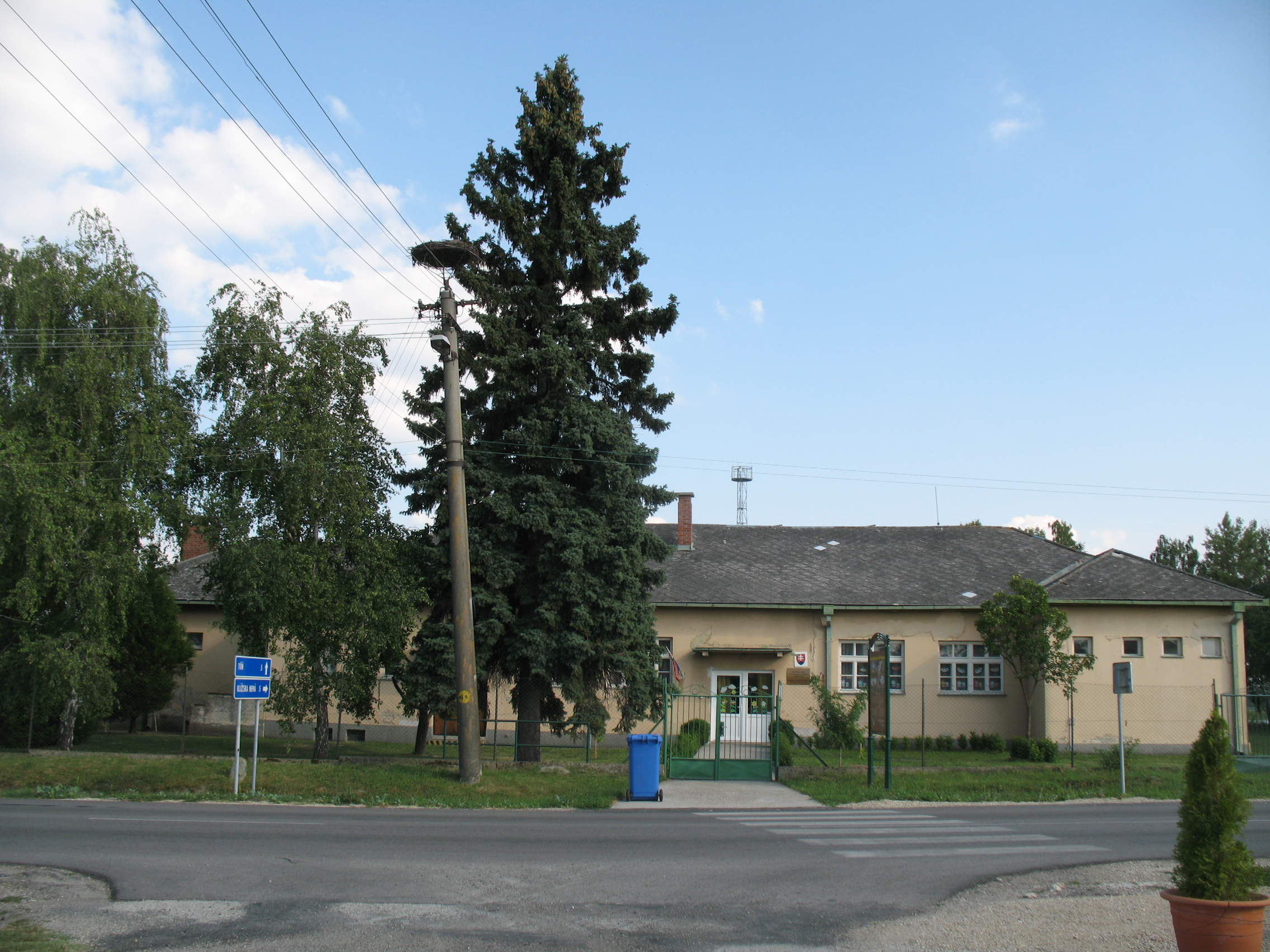
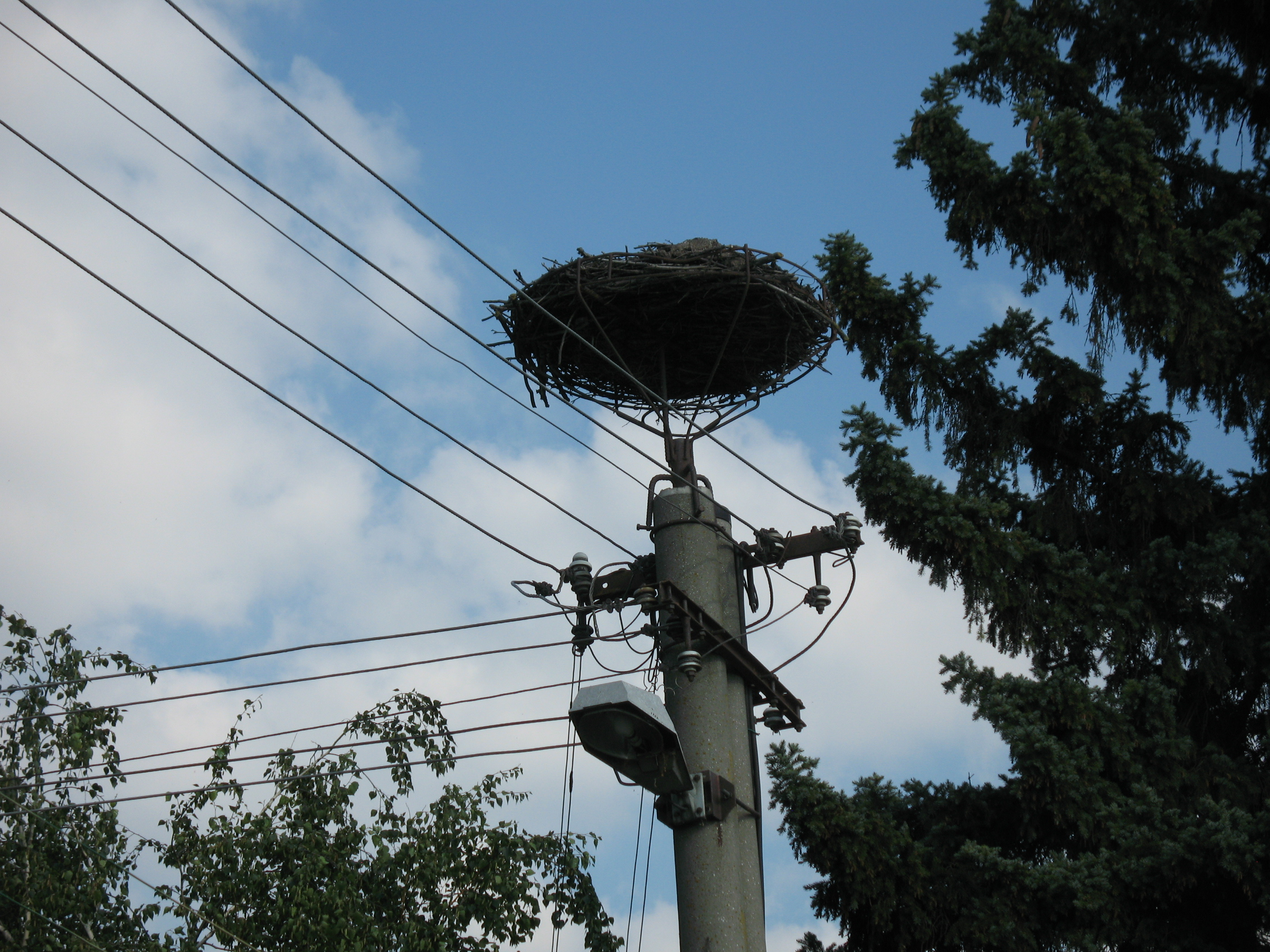
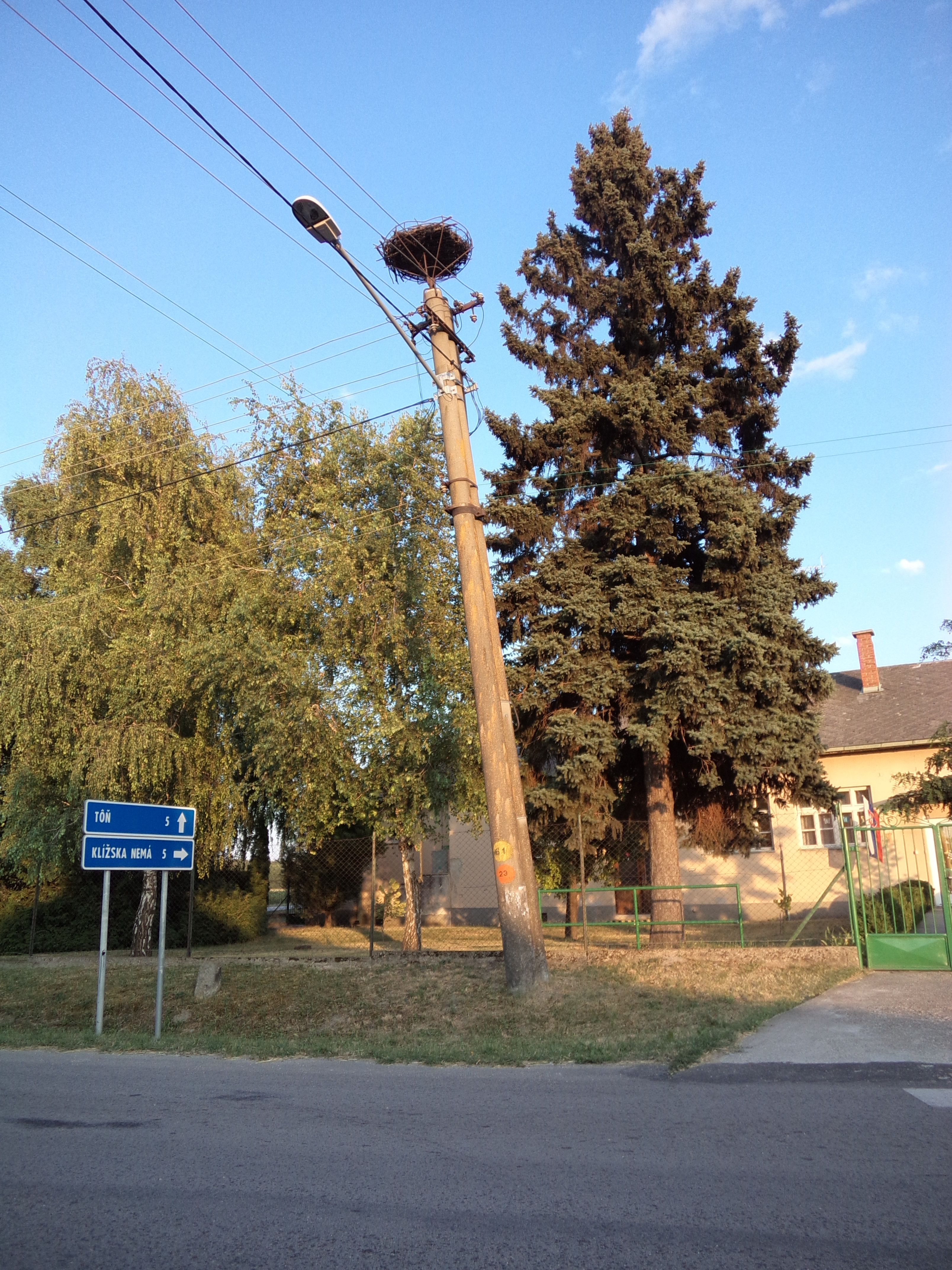
2015

A faluban egy gólyafészket tartanak nyilván. Fészkelésről ezidáig nincs adat. Itt található a Lyon mocsár.

## Története
A települést 1216-ban említik először Fys néven, a pápai tizedre vonatkozó összeírásban, mint a pannonhalmi apátság birtokát. 1268-ban IV. Béla a falu egy részét báró Cseszneky Jakab királyi kardhordozónak adományozta. A középkorban a bencés rend birtoka volt, de 1383-ban lakóit katonai szolgálataikért az egyházi nemesség rangjára emelték (önállóan választottak alispánt és tisztségviselőket egészen 1848-ig). Egykor két faluból, Kis- és Nagyfüssből állt.
A 17. században portyázó törökök mindkét falut elpusztították, de Nagyfüss lakói később visszatértek. Kisfüss azonban nem épült újjá, román stílusú régi templomának maradványait a Duna töltése temette maga alá. Eredetileg katolikus lakossága Kolozsnémával és Csicsóval együtt tért át a református hitre, 1737-ben azonban egyházát erőszakkal felszámolták, a prédikátort elűzték. A református lakosság egy része Nemesócsán telepedett le, templomuk elpusztult. A falu sokat szenvedett az árvizektől, 1867-ben pedig teljesen leégett egy nagy tűzvészben.
Fényes Elek 1851-ben kiadott geográfiai szótárában így ír a községről: "Füss, magyar falu, Komárom vármegyében, Komáromhoz nyugotra 2 3/4 mfd., az öreg Dunától 1/4 mfd. A szentmártoni főapát adományzása alá tartozó papnemesi helység, s egy illy papnemesi szék innen veszi nevét. Határa 2536 722/1200 hold, mellyből belsőség 31 h., szántóföld 834, kaszálló 615 h., nádas 142, legelő 913 hold. Földje igen jó, s mindent megterem; a szarvasmarha és lótenyésztés virágzó. Népessége 849 lélek, kik közt 845 r. kath., 4 zsidó. Nevezetesebb épületei a kath. egyház, s a szentmártoni főapátság administratori és lelkészi laka. Az egész határ majorsági birtok s birják: a szentmártoni főapát, Ghyczy, Szabó, Matkovics, Kajdacsy, Orbán, Pázmány, Priviczer, Markovics, gr. Somogyi, Pach."
A trianoni békeszerződésig Komárom vármegye Csallóközi járásához tartozott. Az 1965-ös árvíz itt is nagy károkat okozott.
A faluhoz tartozott: Újfüss (Nový Trávnik), Kisfüss-puszta vagy Balogh-puszta (Malý Trávnik), Ronka-puszta (Ronka), Almás-puszta (Jabloňové vagy Almáš), Erecs-puszta (Ereč) és Bezdán-csárda (Bezdanská čárda, Csicsó határában), Ásványtői-csárda vagy Kisnéma (Malá Nemá), Gátőrház (Hatný dom), Szelleház-puszta, juhászház.

## Népessége
| Év:            | 1994. | 2004.   | 2014.   | 2024.    |
| -------------- | ----- | ------- | ------- | -------- |
| Emberek száma: | 749   | 676     | 725     | 642      |
| Eltérés:       |       | -9,74 % | +7,24 % | -11,44 % |

| Év:            | 2023. | 2024.   |
| -------------- | ----- | ------- |
| Emberek száma: | 657   | 642     |
| Eltérés:       |       | -2,28 % |

1880-ban 664 lakosából 622 magyar és 1 szlovák anyanyelvű volt.
1910-ben 645 lakosából 644 magyar anyanyelvű volt.
1930-ban 738 lakosából 685 magyar, 23 csehszlovák, 9 zsidó és 21 állampolgárság nélküli volt.
1970-ben 942 lakosából 842 magyar és 95 szlovák volt.
2001-ben 703 lakosából 642 magyar (91%) és 59 szlovák volt.
2011-ben 698 lakosából 570 magyar és 123 szlovák volt.
2021-ben 683 lakosából 554 (+22) magyar, 96 (+10) szlovák, (+1) cigány és 33 ismeretlen nemzetiségű volt.

## Oktatás, kultúra
A faluban magyar nyelvű óvoda működik. 2007-ben megszűnt a magyar alapiskola, azóta a komáromfüssi tanulók főként a szomszédos Csicsón folytatják tanulmányaikat.

## Nevezetességei
- A bencések temploma eredetileg a 14. században épült, (Szent Vendelnek szentelt) 1665-ben a török lerombolta. 1762-ben új templomot emeltek (Szent Benedeknek szentelt), melyet a 19. század első felében klasszicista stílusban átalakítottak. Az egyhajós építmény szentélyének északi falához épült a Szűz Mária-kápolna.
- A templom mellett áll az egykori kolostor 18. századi klasszicista épülete, melyet a helyiek kastélynak neveznek. Itt volt az apátsági birtok intézői hivatala és a plébánia. Ma könyvtár és plébánia működik itt.
- Kisnemesi kúriái közül a Balogh- és az almásmajori Hriastély-kúria maradt fenn.
- Itt élt és alkotott, itt van eltemetve Szeder Fábián János bencés író, néprajzkutató, nyelvtudós. Tiszteletére 1996-ban emlékszobát rendeztek be. Síremléke a füssi temetőben található.
- A Farkasrét-dűlő sásssal borított szikes-tőzeges terület.

### Emlékművek, szakrális kisemlékek
- Szeder Fábián emléktáblája a volt bencés kolostor épületének falán.
- A két világháborúban elesett füssiek emlékműve a községháza melletti parkban található. Talapzatán 1996-ban honfoglalási emléktáblát helyeztek el.
- A falu Tany felé eső végén 19. századi Mária-képoszlop található.
- A temetői nagykeresztet 1886-ban állították.
- A világháborús emlékmű mellett 2002-ben állított fa emlékkeresztet a koronás magyar címer díszíti.
- A templom mellett található a 19. század végéről származó kálvária.
- A faluban található fakeresztet 2008-ban állították egy régebbi kereszt helyére.
- A falu határában, a Balogh-tagon, kis mesterséges dombon egy 19. századi kőkereszt található.

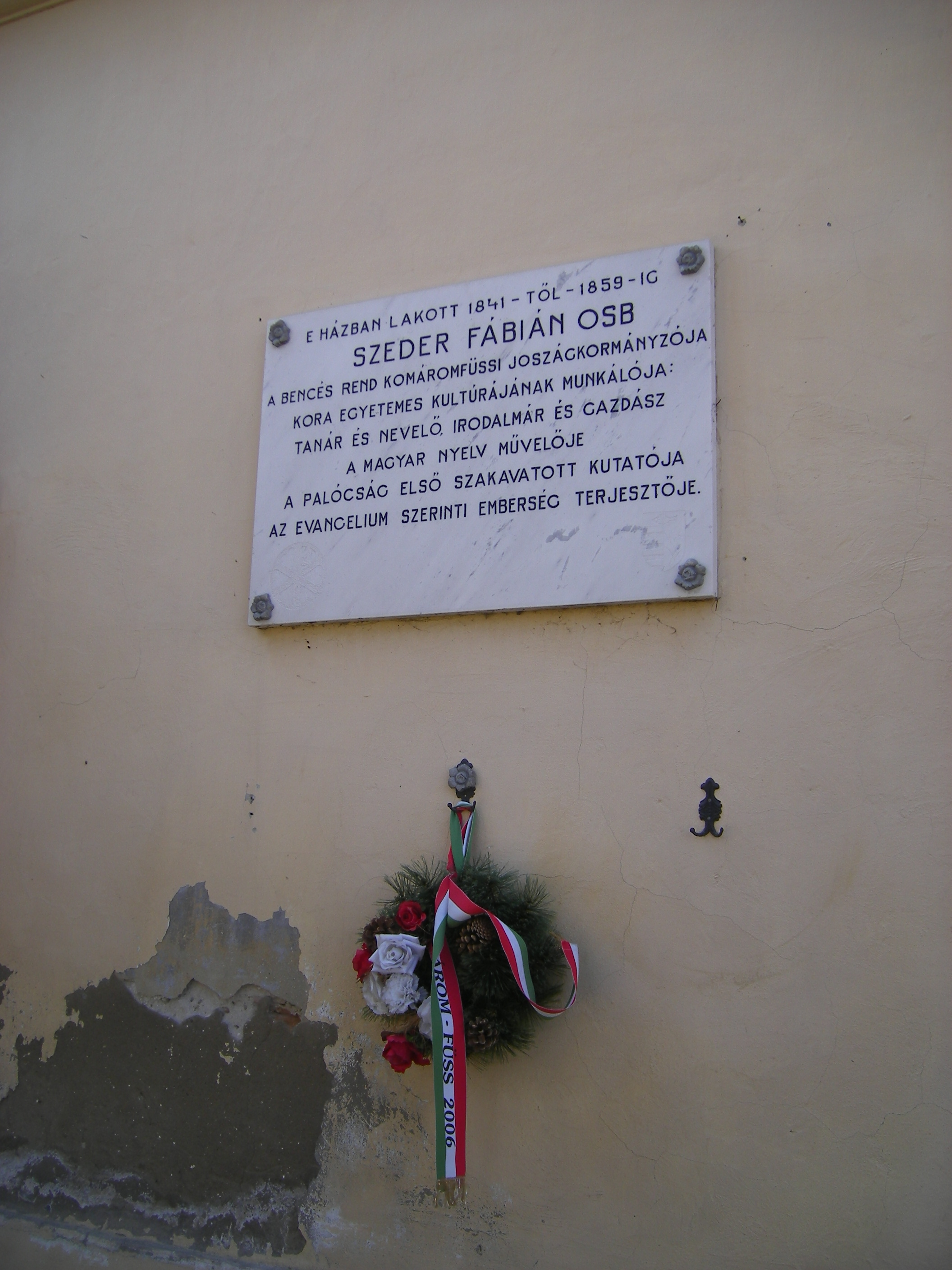
Szeder Fábián emléktáblája
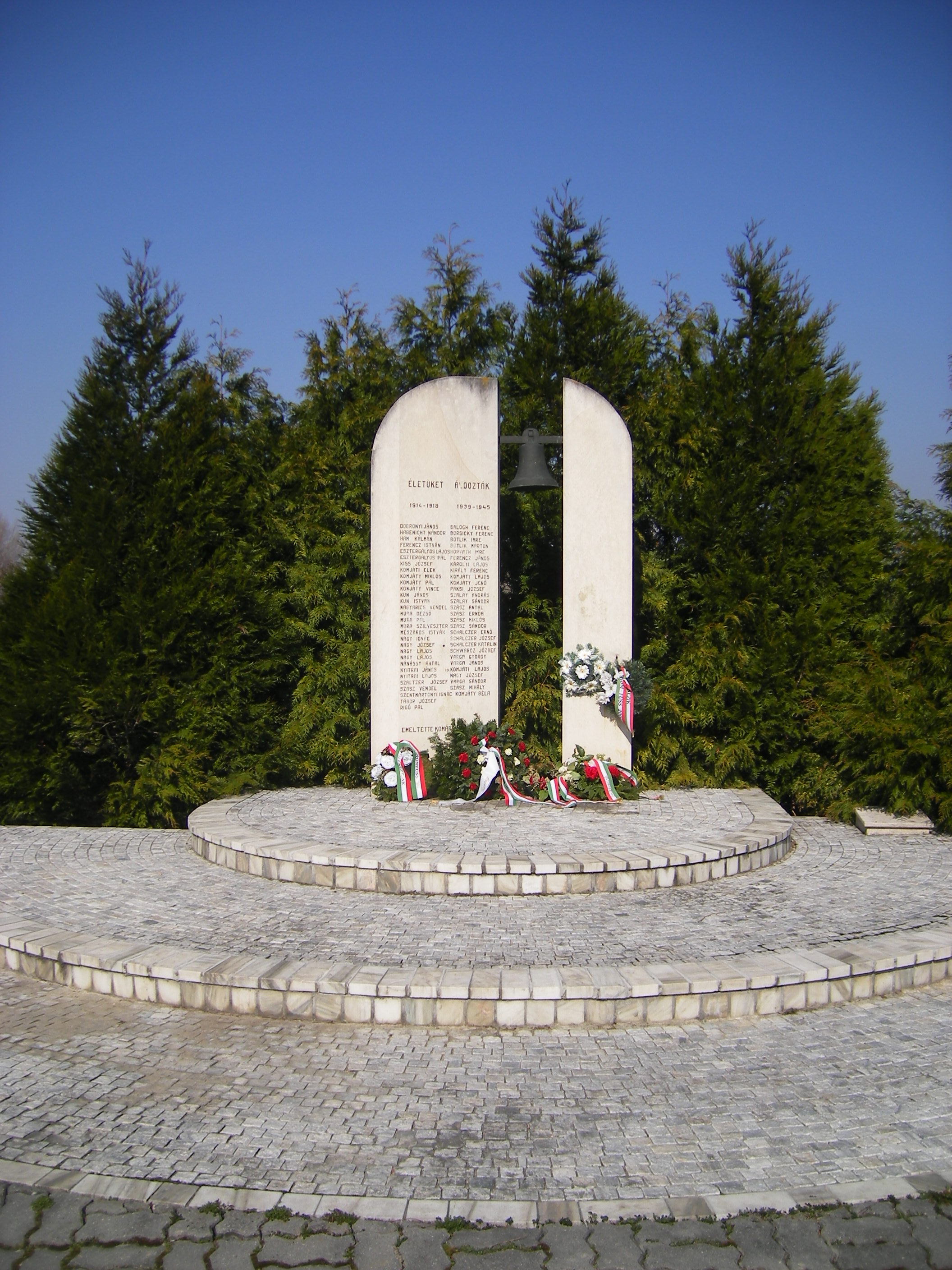
Világháborús emlékmű
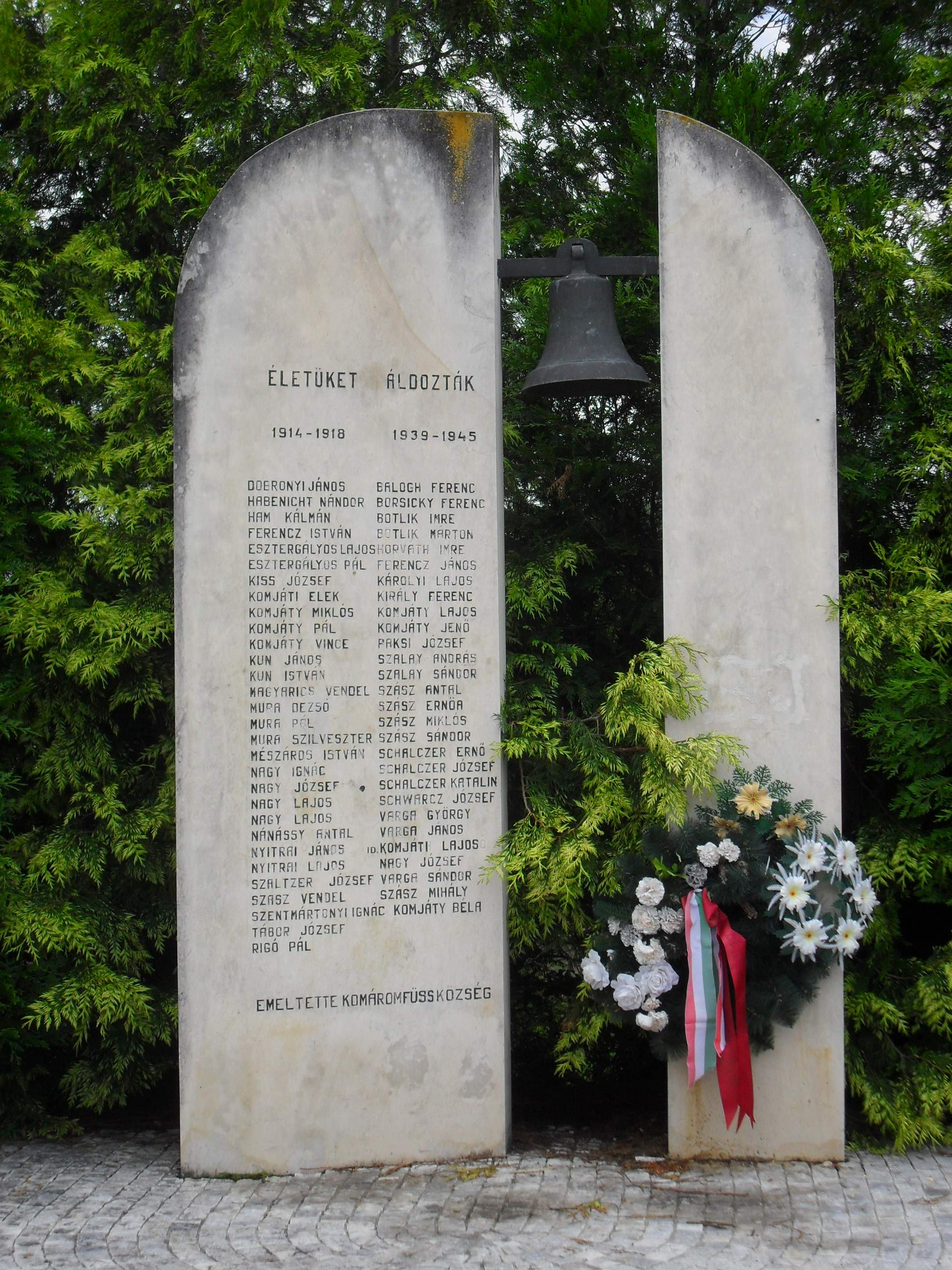
Világháborús emlékmű
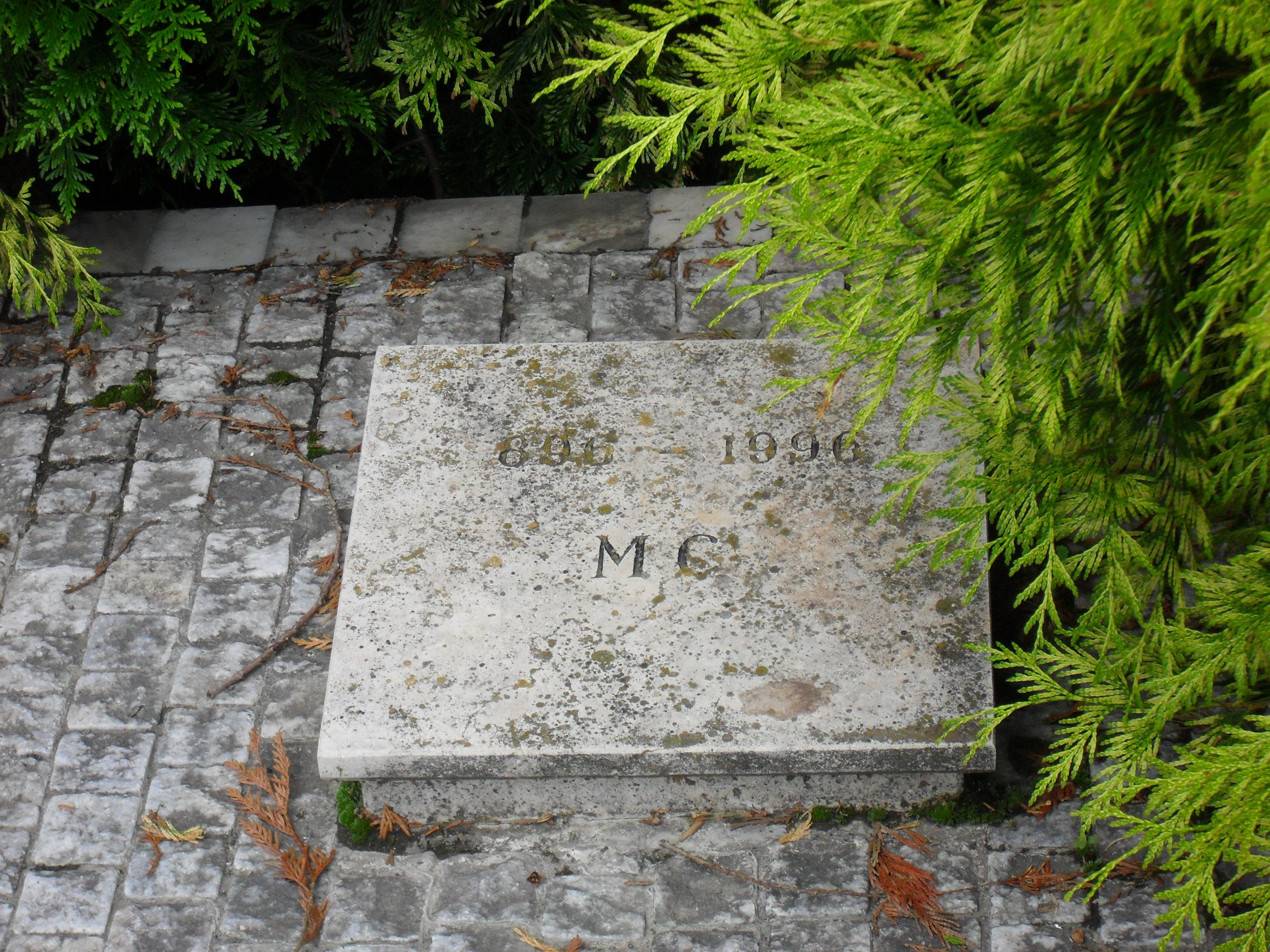
Honfoglalási emléktábla
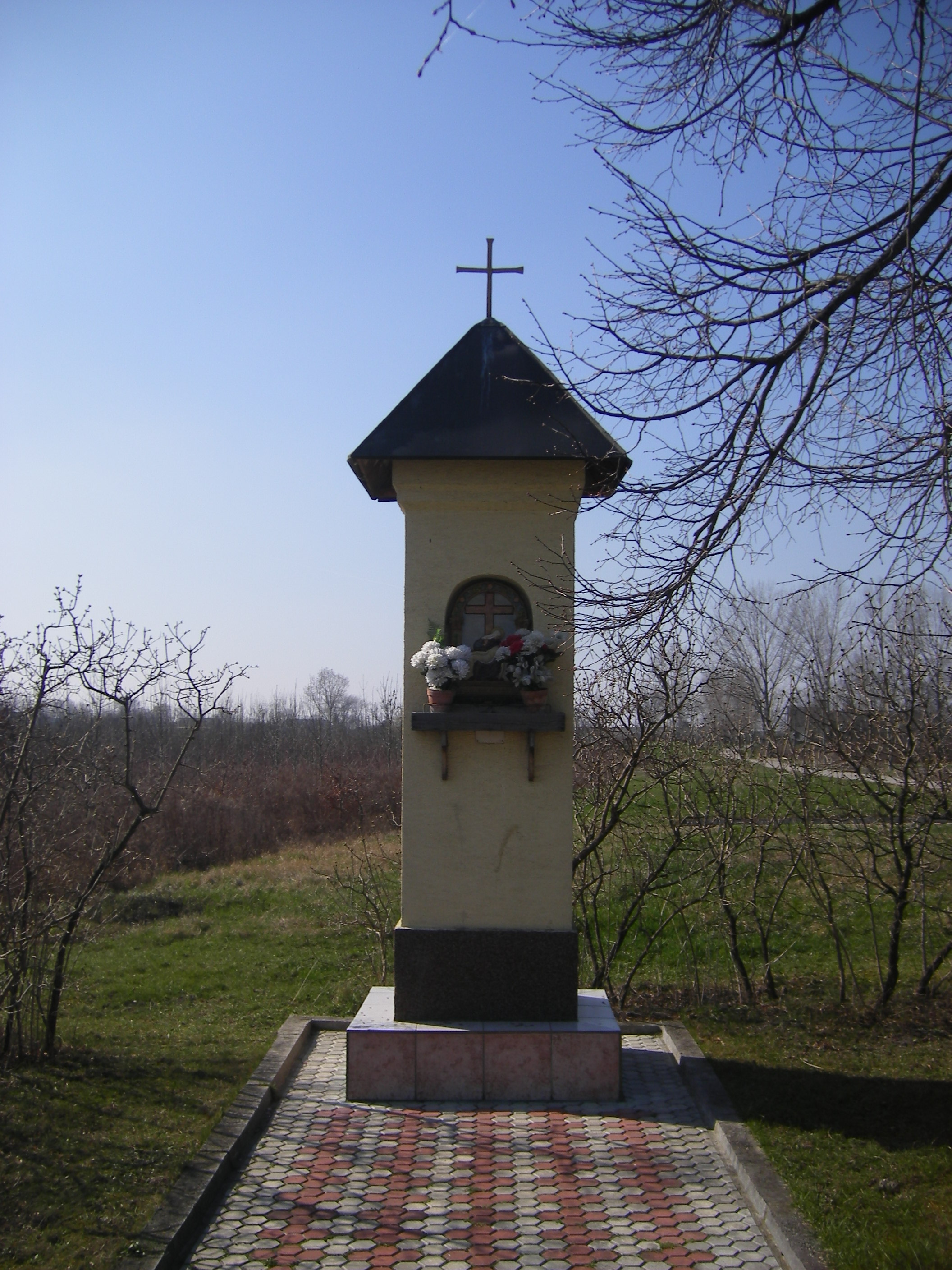
Mária-képoszlop
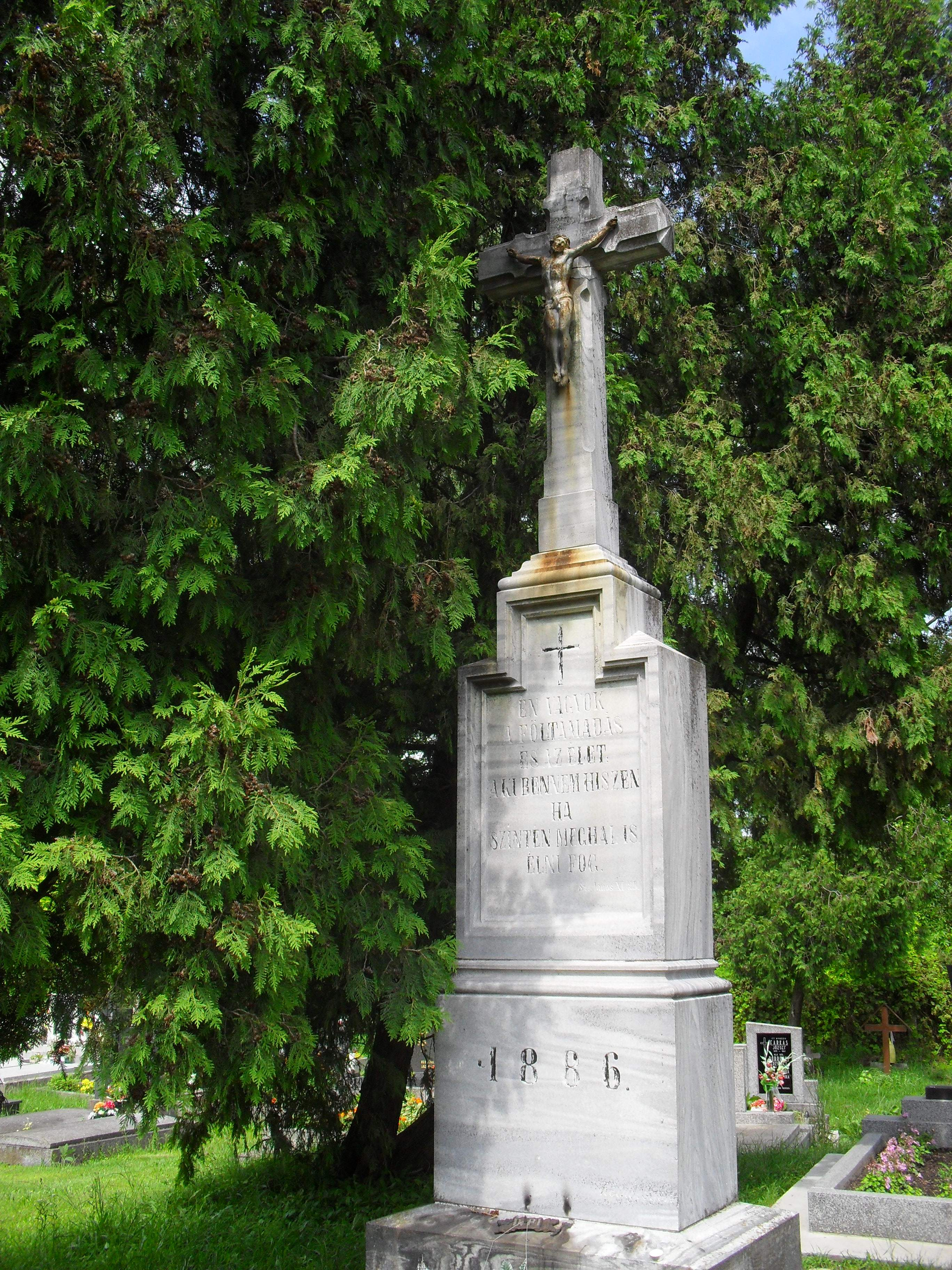
Temetői nagykereszt
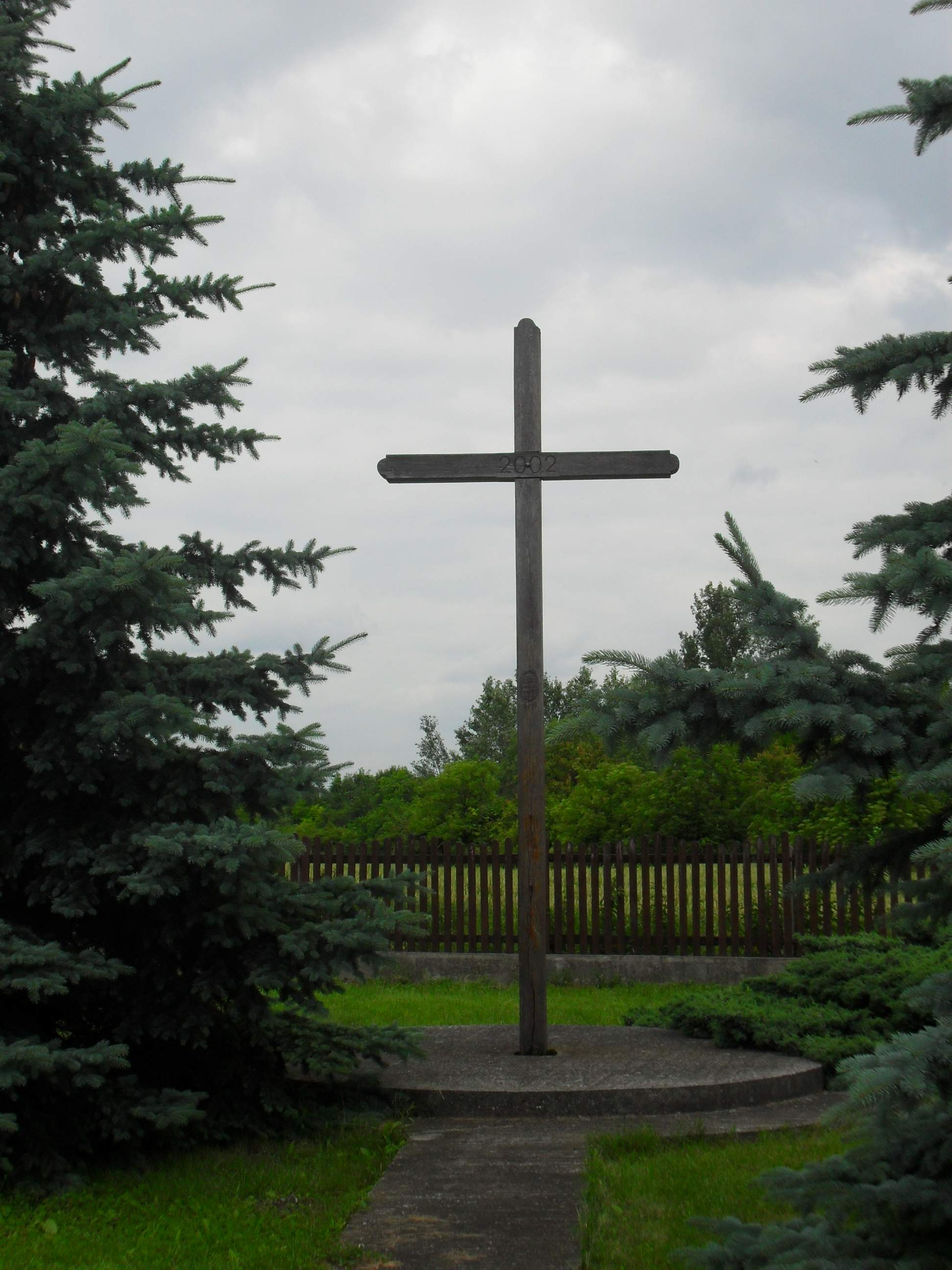
Emlékkereszt (2002)
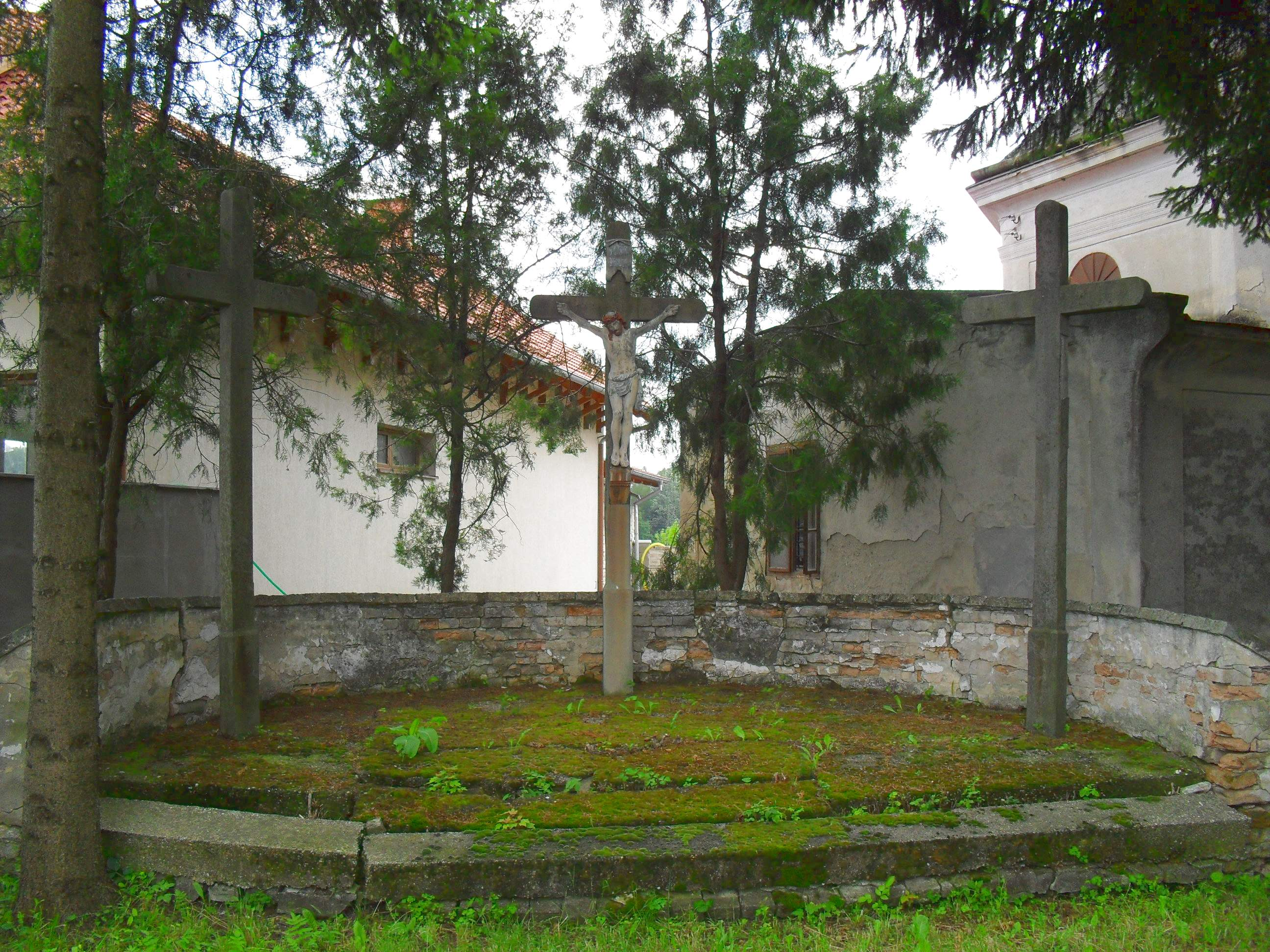
Kálvária
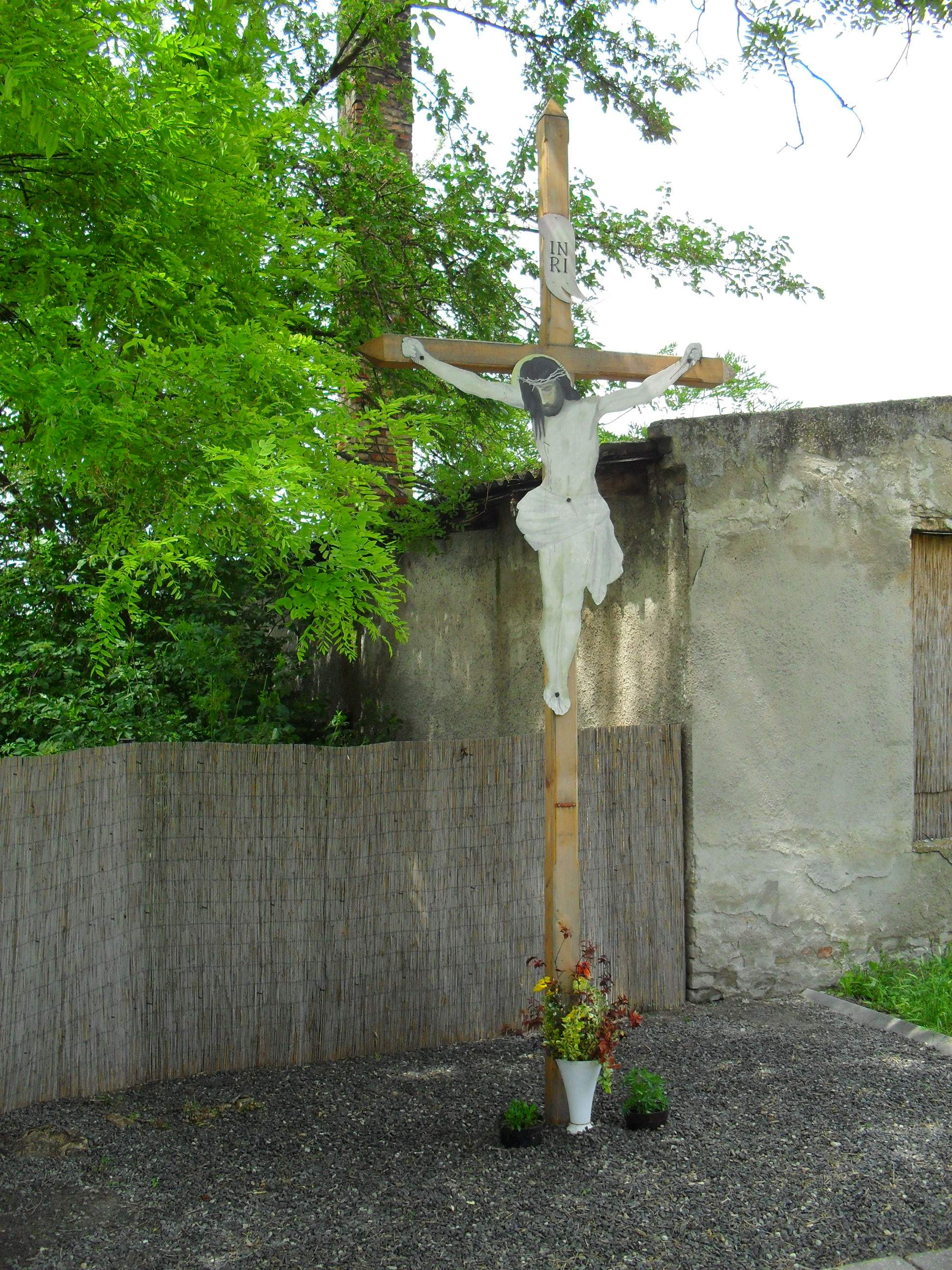
Fakereszt (2008)

## Neves személyek
- Itt született 1785. április 24-én Bartal György, magyar királyi udvari tanácsos, Szent István rendi és aranysarkantyús vitéz, az MTA tagja.
- Itt hunyt el 1803-ban Kovács Pál Rupert teológiai doktor, Szent Benedek-rendi áldozópap.
- Itt hunyt el 1849-ben Barbély Asztrik Benedek rendi szerzetes, pap.
- Itt hunyt el és itt van eltemetve 1859. december 13-án Szeder Fábián János benedek-rendi szerzetes, tanár, néprajzi és egyházi író, nyelvjáráskutató,  a Magyar Tudományos Akadémia (MTA) levelező tagja.[7][8]
- Itt hunyt el 1909-ben Horváth Bálint József Szent Benedek-rendi áldozópap és tanár.
- Itt szolgált Bekeő Benedek Lajos (1794–1846) szerzetes, pap.
- Itt szolgált Fektor Gáspár András (1816-1890) bencés szerzetes, tanár.
- Itt szolgált Gyulai Rudolf (1848-1906) bencés rendi tanár, Komárom jeles helytörténésze.
- Itt szolgált Németh Romuáld (1899-1975) gimnáziumi tanár, bencés pap, plébános.

## Képtár

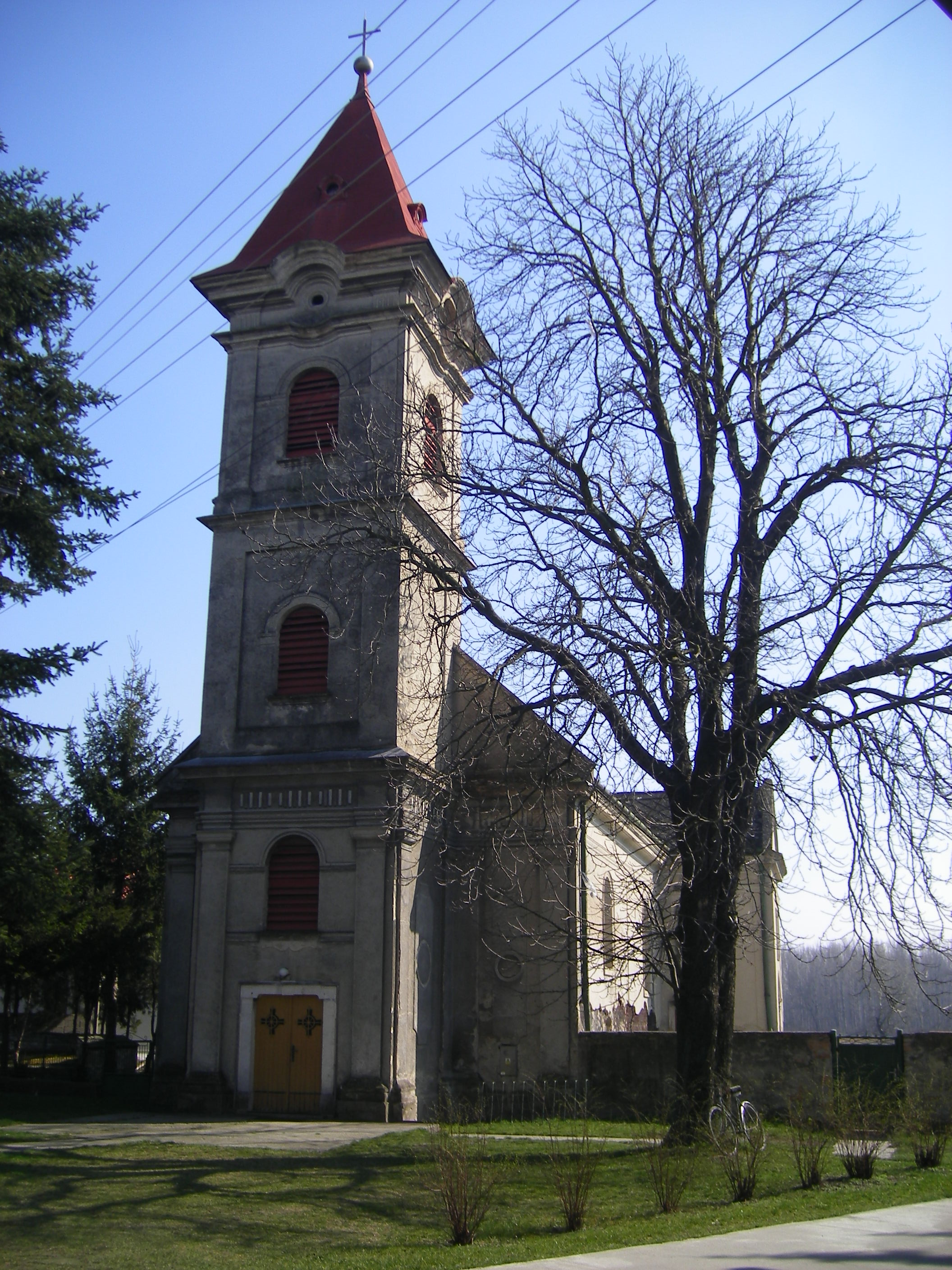
A bencések temploma
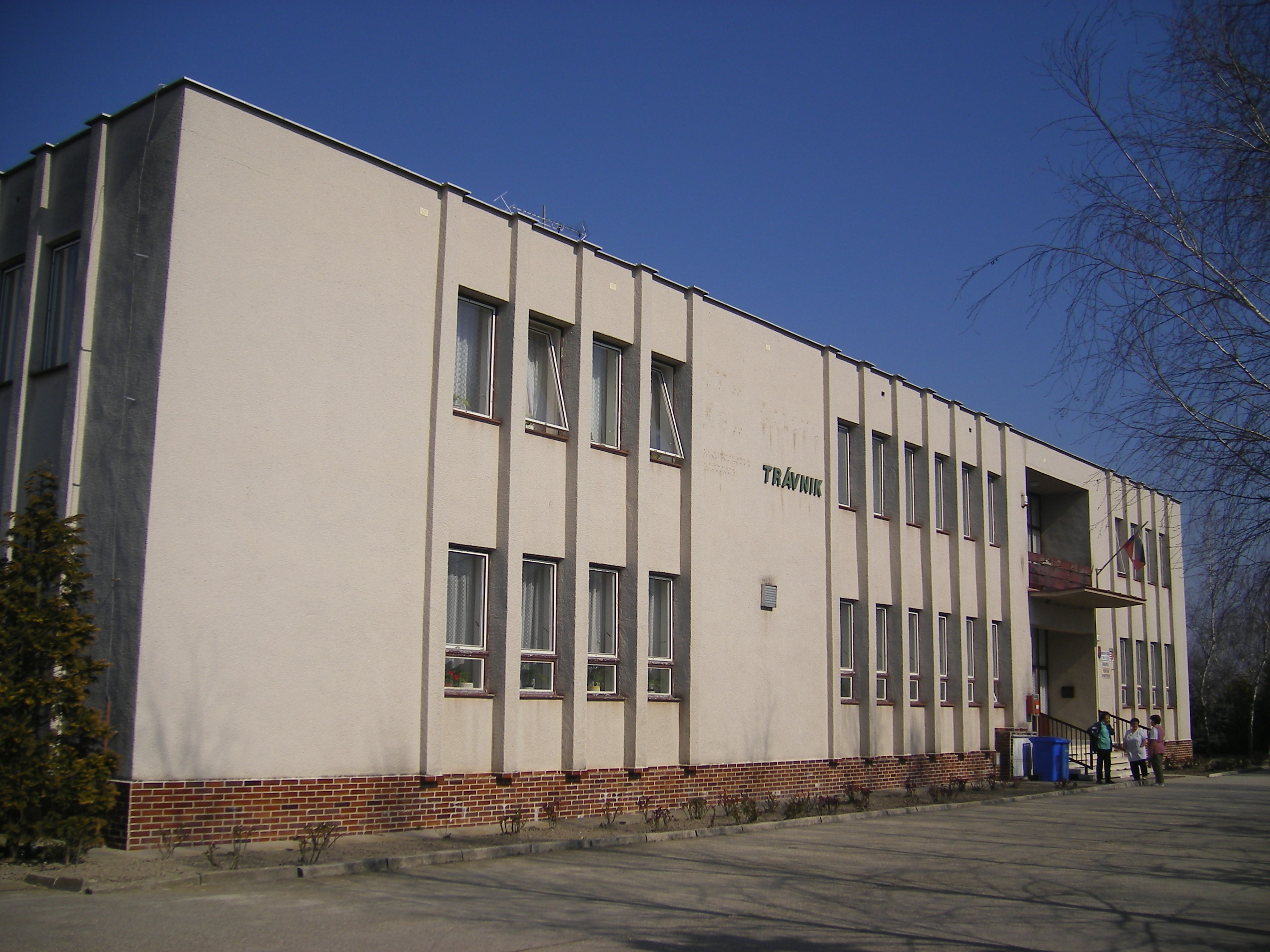
Községháza
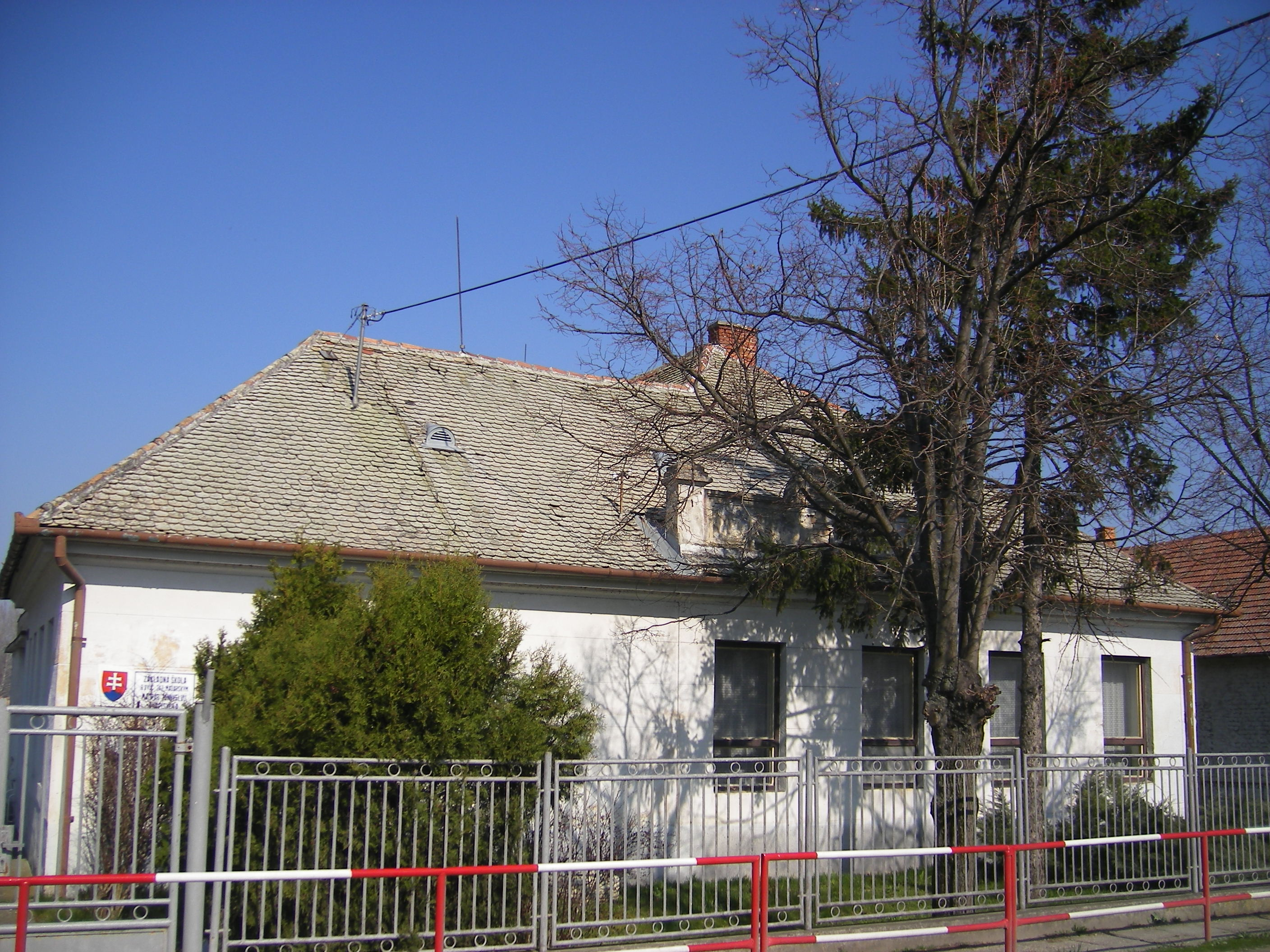
A volt alapiskola épülete
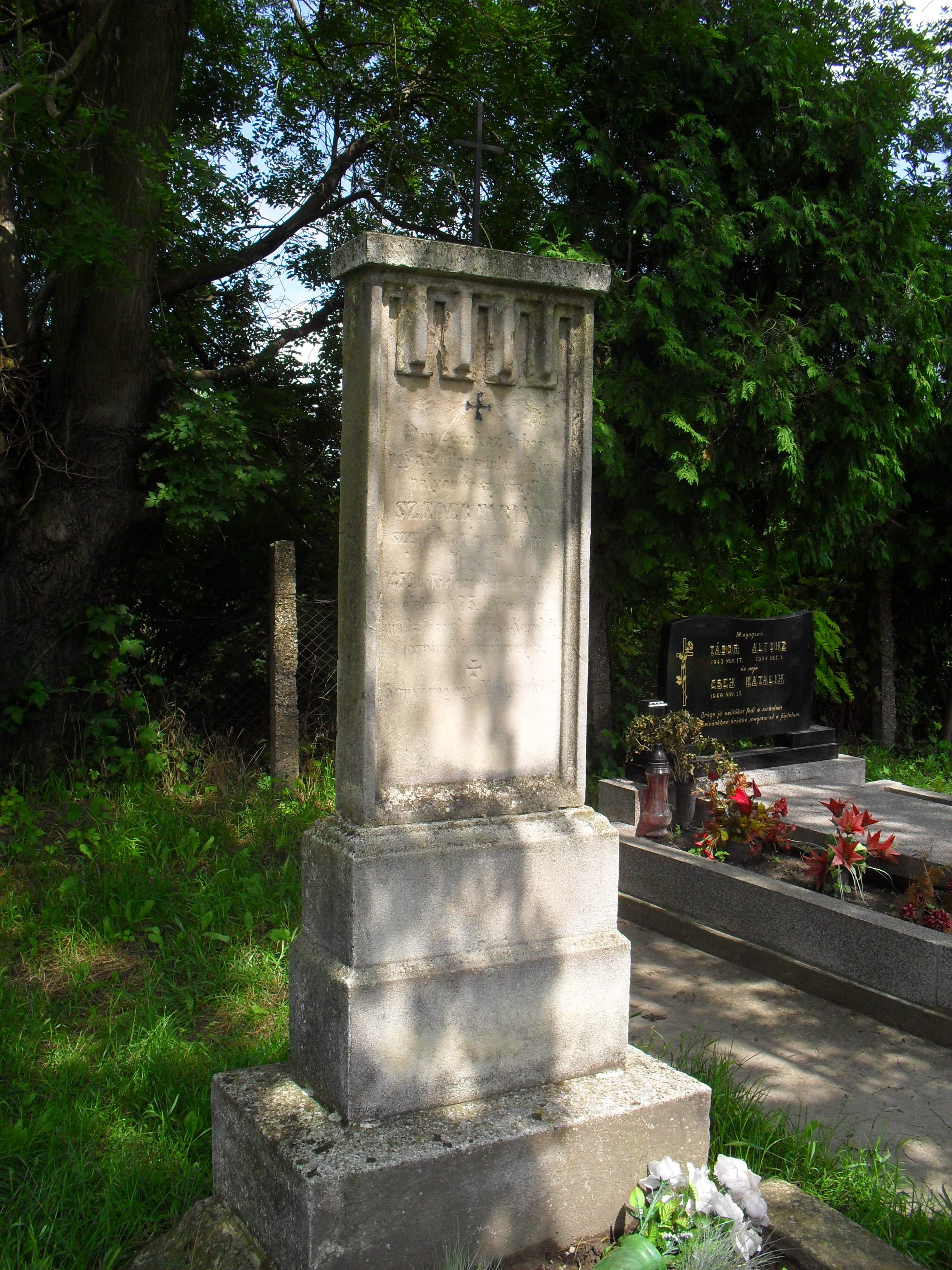
Szeder Fábián síremléke
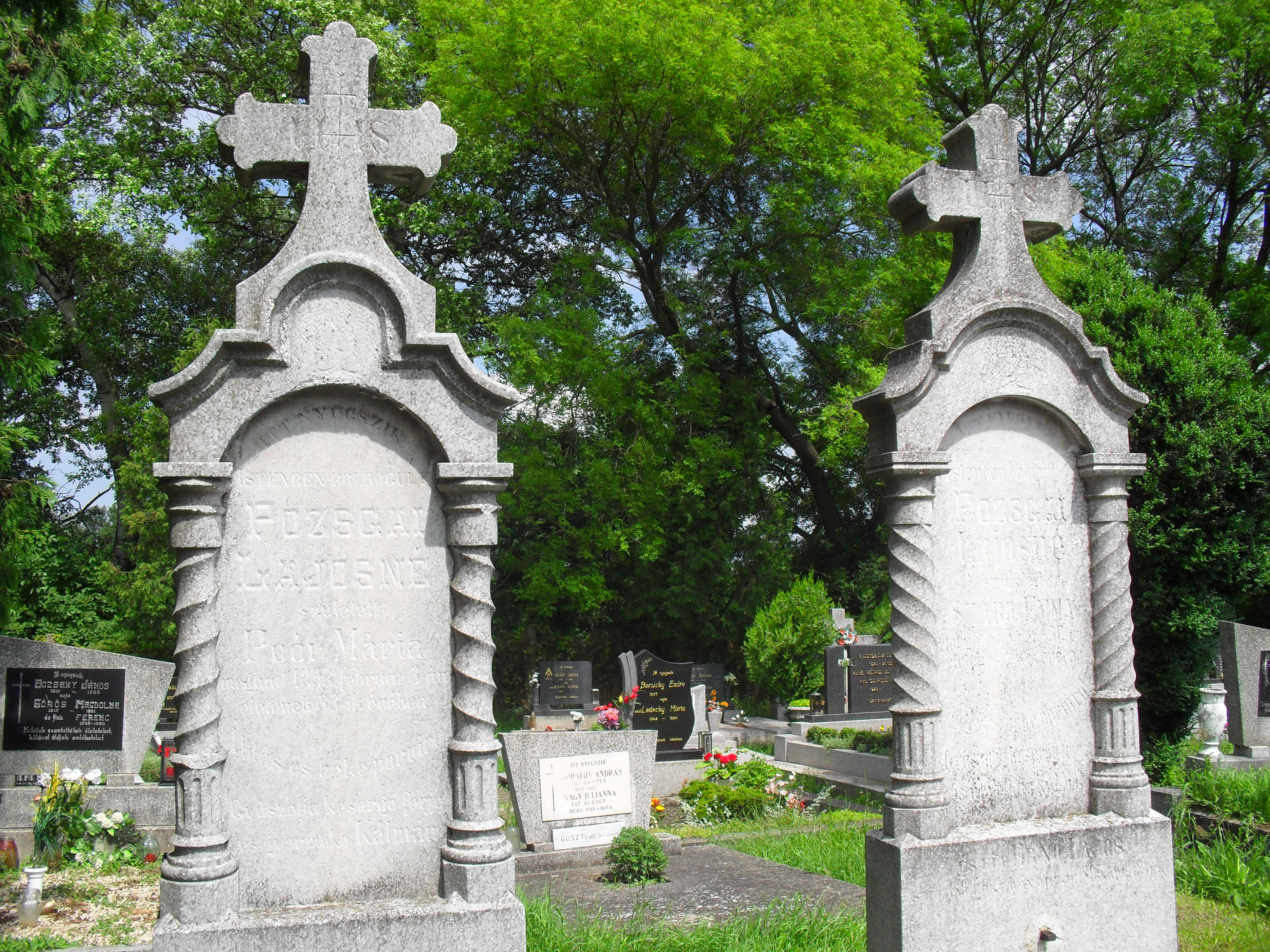
Régi síremlékek a füssi temetőben
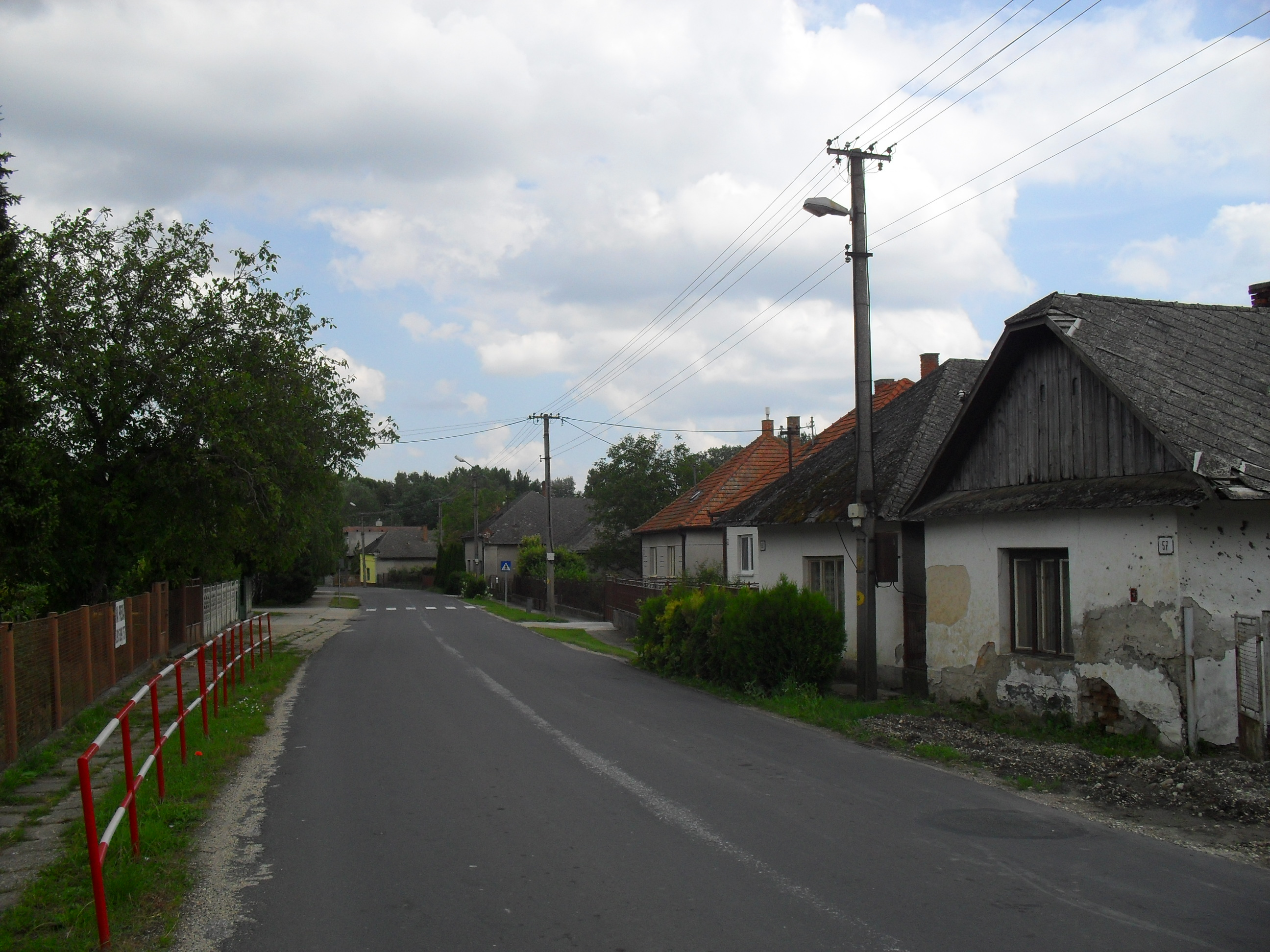
Utcakép
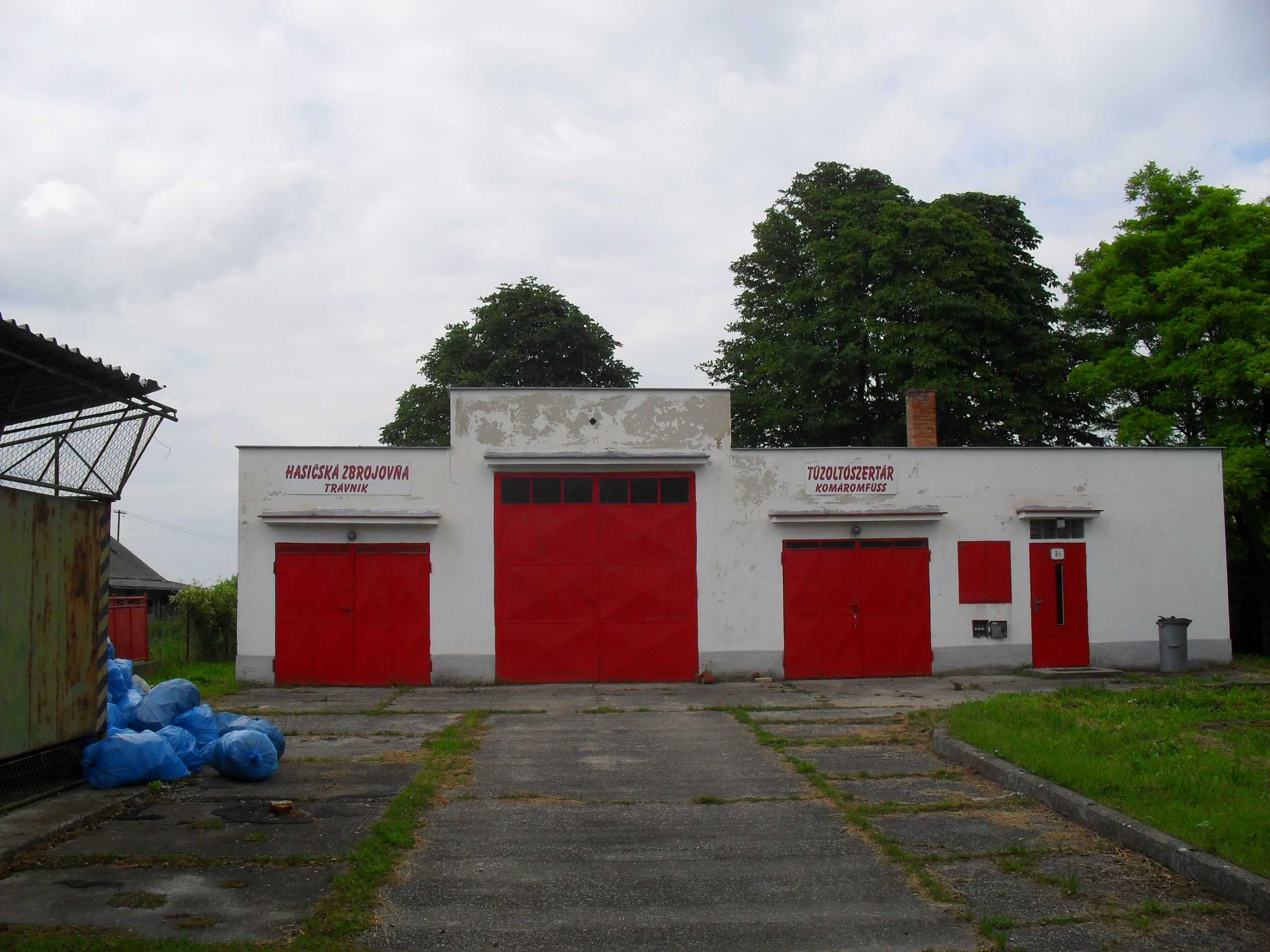
Tűzoltószertár
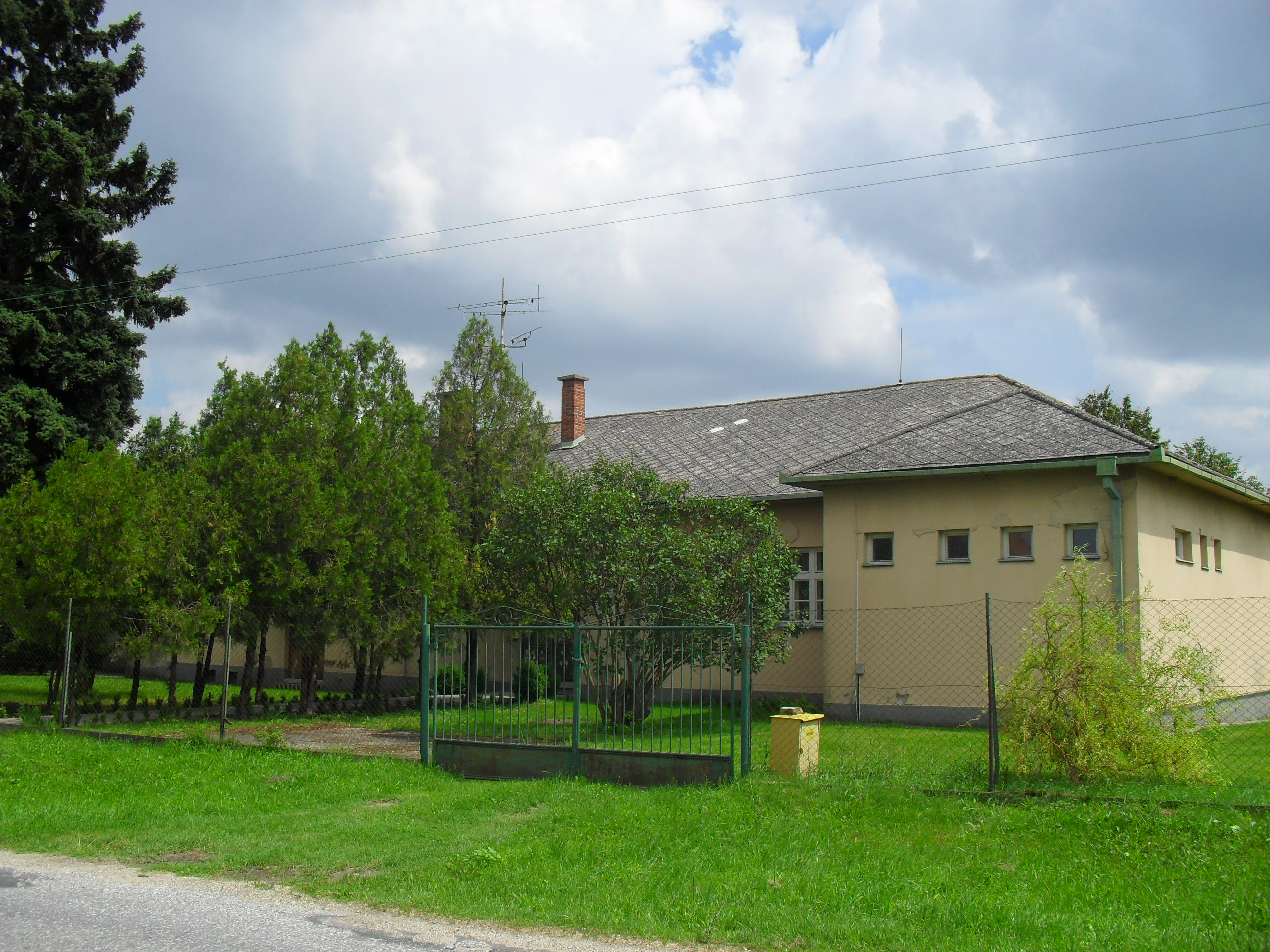
Óvoda
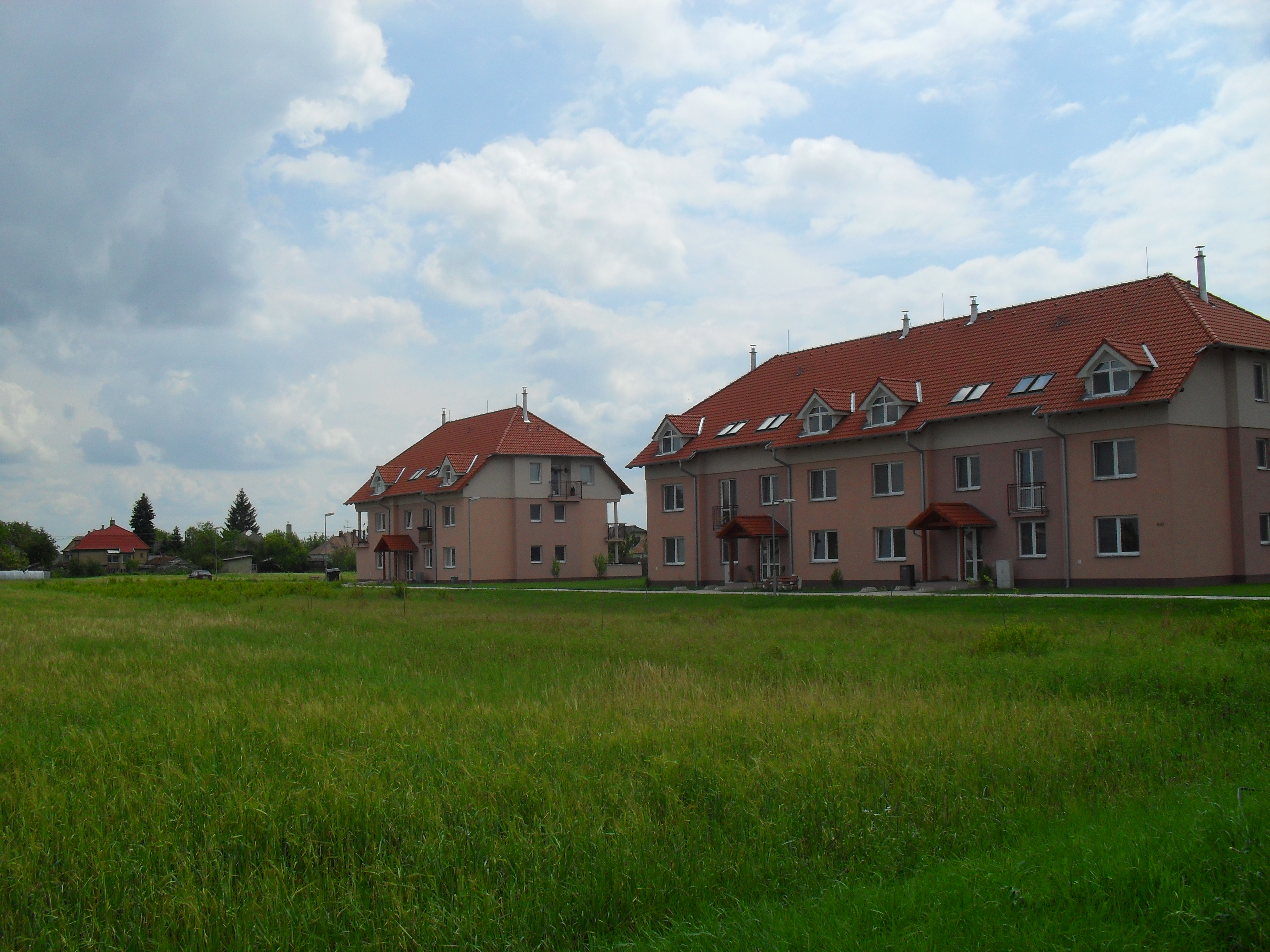
Új lakóházak a községben
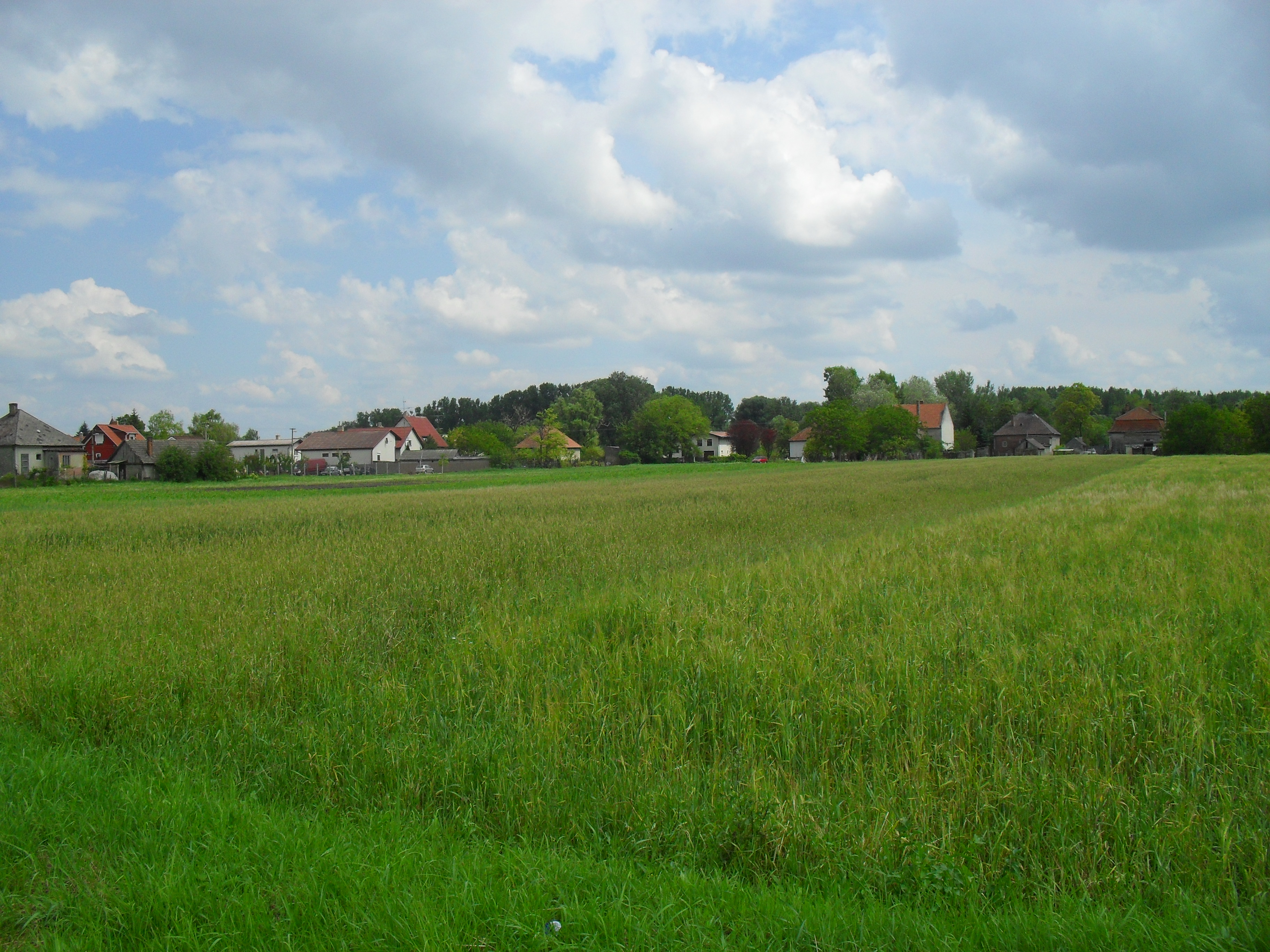
Komáromfüssi részlet
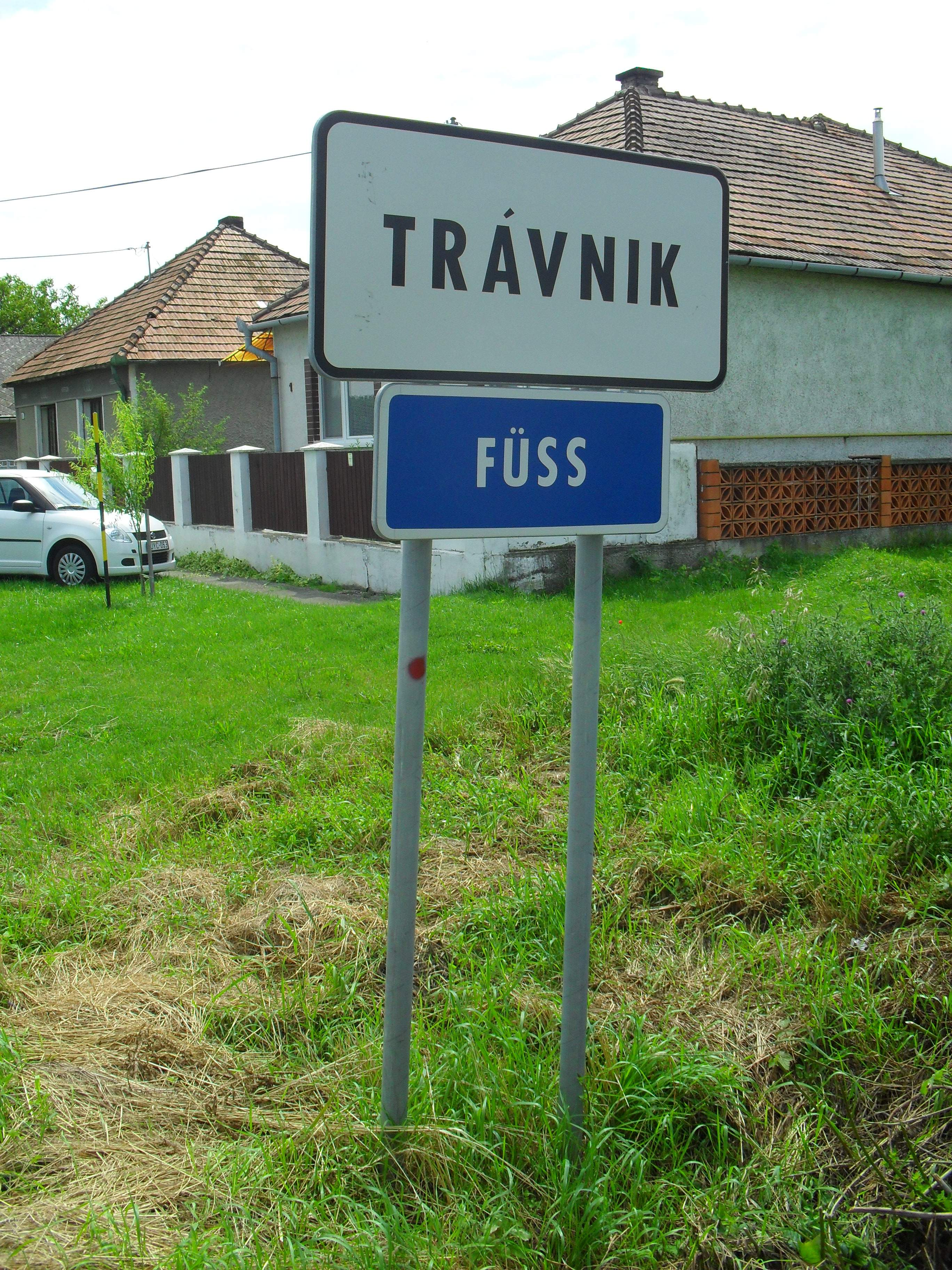
Kétnyelvű helységnévtábla
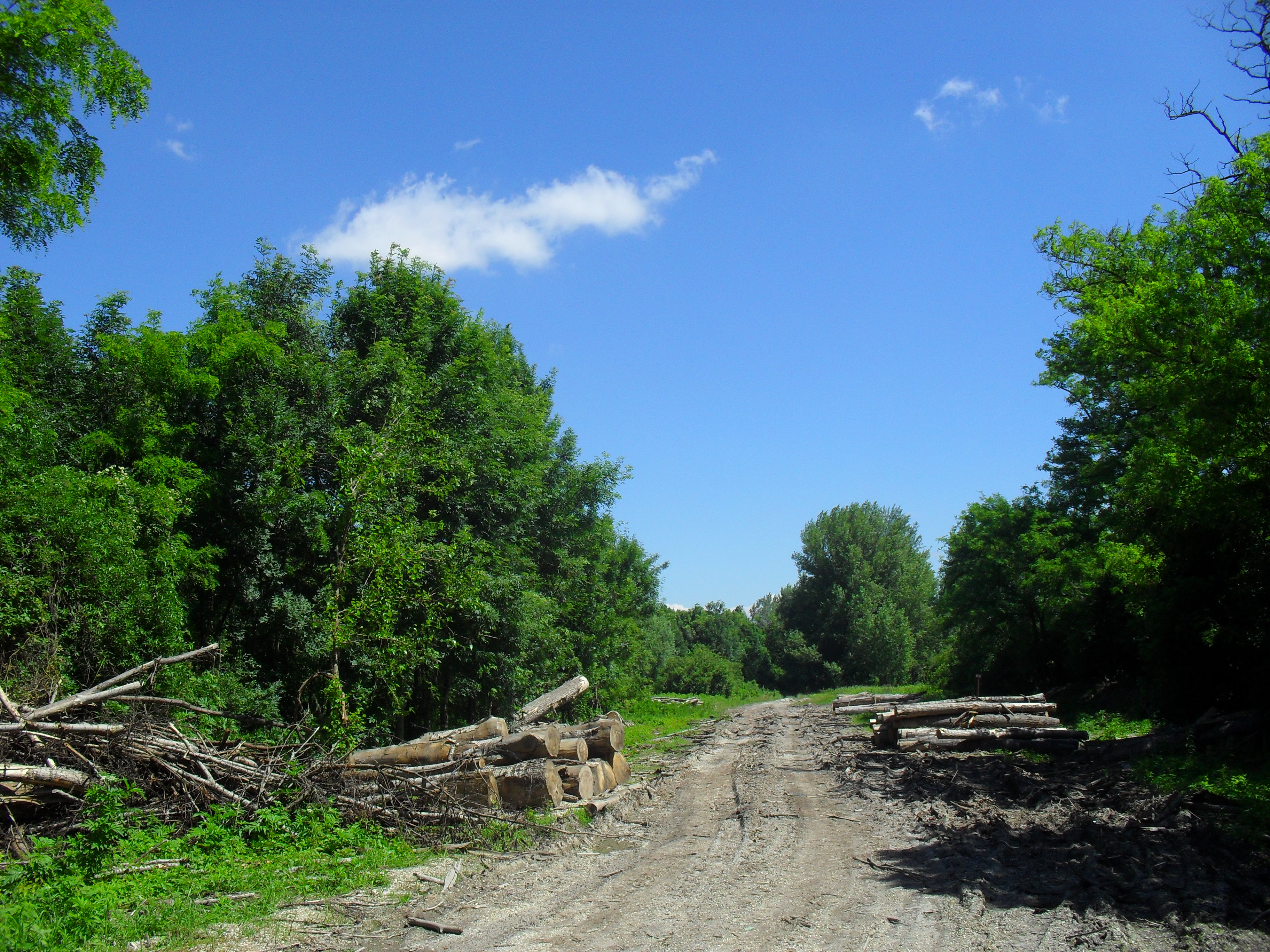
Erdő a község határában
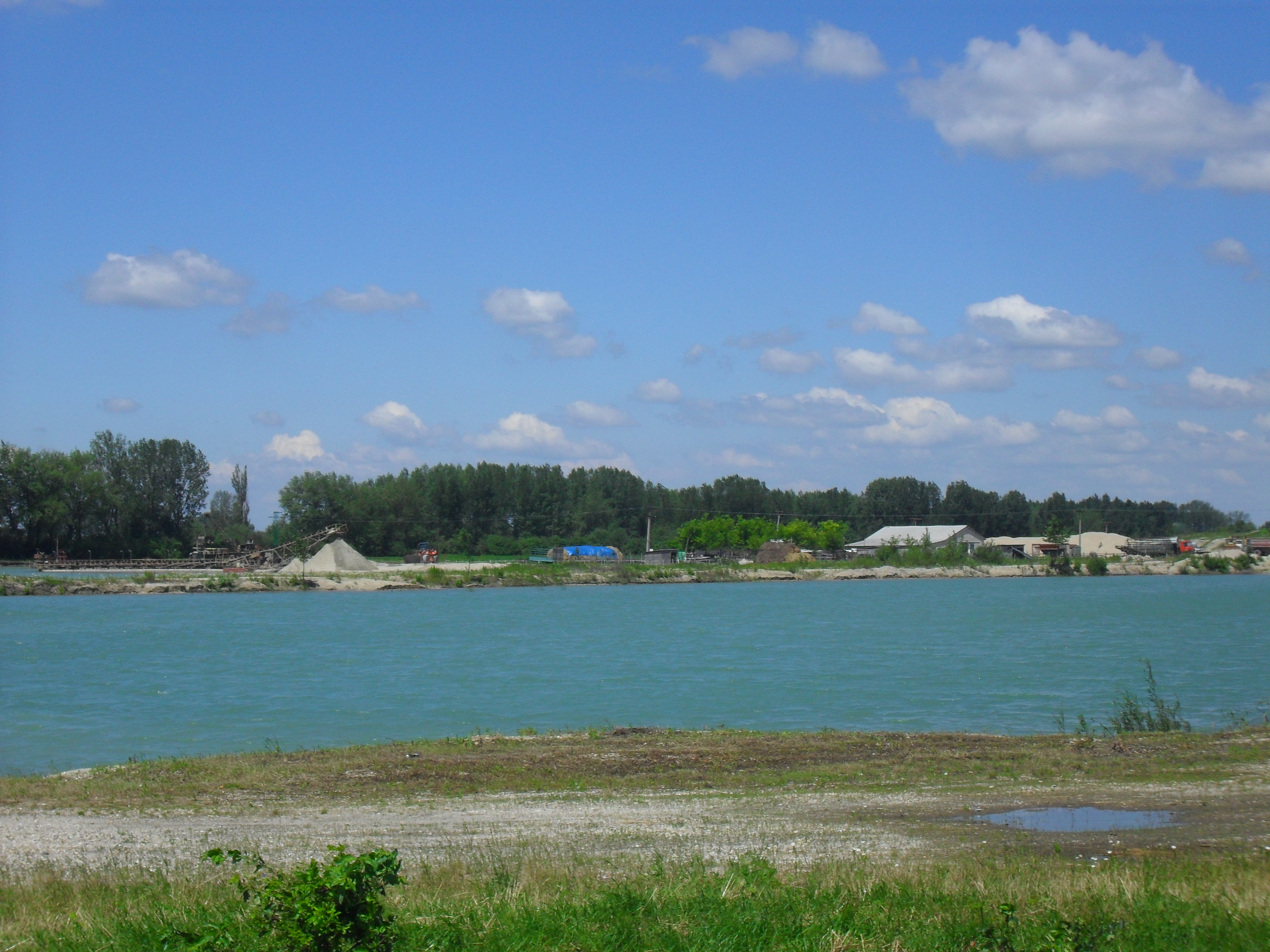
Kavicsbányató a község határában

## Testvértelepülés
- Vének, Magyarország